# 発明BOYカニパン
『発明BOYカニパン』（はつめいボーイ カニパン）とは、日本のSFロボットアニメである。1998年7月3日から1999年1月29日までテレビ東京系列で放送された。全31話。

## 概要
もともとセガサターン向けゲームソフトとして計画された作品。
放送終了の翌週（2月5日）より、続編となる『超発明BOYカニパン』が放送開始され、同年の6月25日まで放送された。そちらは全21話となっており、2作合わせて全52話（4クール分）となる。
1998年12月にミュージカル化されたほか、『超発明BOYカニパン』本放送時期を中心に、コミック連載やゲームソフト発売などのメディアミックスが展開された。

## ストーリー
人工惑星シャラク星では人間とロボトがのんびり共生する社会があった。一人前の発明家を目指す少年カニパンはタイシ級免許取得を目指し日々大奮闘するがいつも失敗ばかりしている。

## 登場人物

### レギュラー
カニパン
声 - 竹内順子
発明家の卵。C級発明家。額に付けているゴーグルが特徴。夢は「タイシ級を取って、宇宙に飛び出すこと」。B級発明家に昇進したこともあるが、失敗によって、本来なら免許取り消しのところを温情措置で降格されている。その後友人を喜ばせた発明をしたとして見事B級に昇格。最終的に夢を見据え、未来に必要な発明をしているという評価を受け、最終回でA級ライセンスを取得した。年齢は10歳だが、そうとは思えない発想を持ち、電磁石、静電気、結露、酸素消費による溶岩対策など自由でだれも思いつかないようなひらめきをしている。
「こんなこともあろうかと」「ひらめいた!」という台詞をよく言う。
キッド
声 - 岩坪理江
カニパン製作のインターフェースロボト。語尾に「デシ」とつけるのが口癖。キッド自身には特筆すべき能力はないがカニパンによるチューンアップパーツで様々な能力を発揮する。
ミルク
声 - 三橋加奈子
わがままな金持ちお嬢様。発明家としての腕は最低ランクよりもさらに劣る。後に発明家免許を無理矢理申請するも、新設された「D級」に充てられてしまう（本人は「デラックス（Deluxe）級」と言い張っていた）。
イゴール
声 - 岩崎征実
ミルクに仕える執事ロボト。ミルクのわがままにその都度振り回されるため相当の苦労人である。ミルクが発明家として転向した際、インターフェースロボトとなり、名前をセバスチャンに改名させられたが、結局名前は後に戻された模様。
ラビオリ
声 - 池田未央
イノシカ町に住む発明家の少年。ロボトグランプリに訪れたカニパンと出会って以来、カニパンのライバル的存在となる。ミルクに一目ぼれし、ミルクの気を引こうと躍起ではあるが持ち前の間抜けさもあっていつも空回りしている。発明家の腕はカニパンに劣らないものの無免許発明家である。
BK
声 - 鶴岡聡
ラビオリのインターフェースロボト。巨大な体躯で怪力の持ち主。「フンガー」としか話せない。
ナッツ
声 - 生駒治美
暴走ロボト対策専門の組織「デバッグ隊」の女性隊長。暴走ロボトを素手で止めるなど、非常に頼りになる戦闘力を持っている。部下から厚い信頼を受けている。また、発明家であり、A級免許を所持している。年齢は本作では明示されていないが、5年後設定の続編では25歳とされていることから、本作時点では20歳である。
ポチ
声 - 松山鷹志
ナッツのインターフェースロボト。犬型。渋い広島弁で話し、卓越した人生観を感じさせる話し方をする。ナッツがデバッグ隊に入隊した頃よりナッツの元から離れていたが、雪山でのピンチの際ナッツを救うために駆けつけた。ロボトとしてもデバッグ隊員としても優秀であり、カニパンやナッツを助けて事件の解決に一役買うことが多い。
ガラム、マサラ
声 - 小和田貢平（ガラム）、竹本英史（マサラ）
デバッグ隊員。コンビを組んでいるのか、2人で行動することが多い。口癖のように爆破を進言する。超発明BOYカニパンにおいても2人と同一人物と思われるデバッグ隊員が登場するが、名前を呼ばれることがなくエンディングにもクレジットされていない。
シュウ博士
声 - 田中完
カニパンの師匠。現在は引退してカニパンと共にコンペイ島で暮らしている。
チュロス
声 - 鈴木真仁
虫型ロボトの楽園「ムシムシ島」の女性発明家。インターフェイスロボトはカブトムシ型なのに「ツクツクホーシ」と鳴くカブちゃん。行動には謎が多く、有体に言えばその行動はむしろ「変」である。
ペパロニ博士
声 - 真島啓
C級発明家。発明家免許を取って以来35年間ランクアップできないでいる。人の役に立つ発明をせず、人を驚かせることや自分のためになる発明しかせず、騒動ばかりを起こすため発明家管理委員会の出入りを禁止されている。タイシ級ライセンスを得るためには手段を選ばない。ある意味、カニパンにとっての反面教師。
ガラクッタ
声 - 内藤丈禎
ペパロニ博士のインターフェースロボト。ガラクタでできている。
ナムル
声 - 高橋広樹
ミルクの父親の会社「エレック・カンパニー」の副社長。幼少期の家庭教師ロボトから受けたトラウマが原因で極度のロボト嫌いになっている。モンシロ町で起こったロボト暴走事件の首謀者。なかよし回路の一掃を図るが確信的犯行であり、悪の自覚はない。
秘書
声 - 寺田はるひ
ナムルに尽くす女性秘書。初めの頃は地味であまり目立たない存在だったが、物語の中盤以降、その存在感がまさに「爆発」した。コスプレマニア。
ガラシー
声 - 上別府仁資
B級発明家。何者かの指令を受けてロボトに暴走チップを取り付け騒動を起こす。給料が上がらないことを嘆いている。海底トンネルの作業用ロボトを暴走させた事件によって逮捕される。
マロン
声 - 松山鷹志
大手ロボトメーカー「エレック･カンパニー」の社長。ミルクの父親であり、娘をひどく溺愛している。
パスタ
声 - 寺田はるひ
カニパンやミルクの同級生。
ナルト
声 - 尾小平志津香
カニパンやミルクの同級生。眼鏡をかけている少年で、口癖は「僕のデータによりますと」。
タピオカ
声 - かかずゆみ
カニパンやミルクの同級生。カニパンやキッドを君付けで呼ぶ。実家はパン屋でありフォカッチャというロボトがいる。
ヤキソバ
声 - 井上佳子
カニパンやミルクの同級生。いつも何かを食べており、登場は神出鬼没である。

### その他の人物
カレー
声 - 竹本英史
発明家管理委員会の委員長。発明家に対し免許のランクアップを決定する権限を持つ。タピオカ家のパン屋に頻繁に買い求めに訪れているようである。
ガーディアン
声 - 田中完
ゴミゴミ島のなかよし回路再生工場の管理者であり、タイシ博士の最初のインターフェースロボトである。なかよし回路を再生するためのケイリキッドの残りが僅かなことを危惧している。ゴミゴミ島においても再生工場のことを知る者は極わずかであり、その姿も一部の警備ロボトにしか知られていないようである。
カンブリ
声 - 八嶋智人
ミスター･カンブリと呼ばれる競馬ロボト専門のA級発明家。
カンブリユドウフ
声 - 森訓久
カンブリ製作の競馬ロボト。なかよし回路を内蔵していない競馬ロボトに勝つためにカニパンに相談をもちかける。

## 用語解説
ロボト
この世界での思考型ロボットの総称。発明家のパートナーのロボトはインターフェースロボトとも呼ばれる。
ロボット三原則を組み込まれてはいるが、より人間らしい面が強調された造りになっている。様々なタイプが製作されており、その種類と用途は惑星規模にまで発展している。
なかよし回路
多くのロボトに内蔵されている人格回路。組み込まれているロボトは指示がなくても自律行動をし、人間らしい思考を持つことで人間との共生でき、行動の効率化が図られる。人間らしい感覚を持つため身体を酷使したり機械的に力を発揮し続けることは難しいとされるが、なかよし回路内蔵のロボトだけが持つ機体性能を超えた火事場の馬鹿力というものが存在する。材料であるココロメタルは、機械にココロを与えるという不思議な性質を持つ。ロボトに搭載された古くなったココロメタルを再生するためにはケイリキッドと呼ばれるタイシ博士が作り上げた液体を使用する。
シャラク星
200年前、地球から来たタイシ博士が発明した人工の惑星。気候や気圧、酸素濃度、電力供給など全てが人工的に管理され、人々が過ごしやすい常春の気候を有している。
発明家免許
C級から始まり、B級、A級、S級、タイシ級という5つのランクがあり、発明家管理委員会が免許の交付、およびランクアップの審査を行う。しかし、発明家のなり手が不足していることからミルクが発明家になる際にD級ランクと呼ばれる6つ目のランクを設置した（ミルクへの皮肉として設置したわけではない）。
タイシ級免許はこの世界での発明家としての最高の免許であり最高の栄誉。これを手に入れると、宇宙へ行くことができる。
賢者のプログラム
タイシ博士記念館に保管されていた。プログラムの解析と起動は未だ誰も達成できず、全発明家の最終目標とされる伝説のプログラム。
プログラムの詳細は『超発明BOYカニパン』で判明する。

## スタッフ
- 原作 - ビー・ネット（B-Net社）、えん（第23話 - 第31話）
- 監督 - 石踊宏
- シリーズ構成 - 山口亮太
- メインキャラクターデザイン - 金沢比呂司
- デザインワークス - グループ・ゼン
- メカデザイン協力 - 神宮寺一
- 美術監督 - 西倉力
- 美術設定協力 - 辻田富也
- 色彩設計 - 諸岡孝子
- 撮影監督 - 鎌田克明
- 編集 - 岡安肇
- 音響監督 - 平光琢也（第13話 - 第31話）
- 音響演出 - 菊田浩巳（第1話 - 第12話）
- 録音演出 - 三ツ矢雄二（第1話 - 第5話）、平光琢也（第6話 - 第12話）
- 音楽 - BMF (Being MUSIC FACTORY INC.)、佐橋俊彦（第11話 - 第31話）
- プロデューサー - 斎藤郁、山崎立士
- アニメーション制作 - スタジオコメット
- 製作 - テレビ東京、NAS

## 主題歌
オープニングテーマ「恋してはじめて知った君」
歌・作詞 - BAAD / 作曲 - 大田紳一郎 / 編曲 - T.SAITO・BAAD
エンディングテーマ「O・K!」
歌・作詞・作曲・編曲 - XL

## 各話リスト
| 話数 | サブタイトル                  | 脚本              | 絵コンテ       | 演出       | 作画監督   | 放送日        |
| ---- | ----------------------------- | ----------------- | -------------- | ---------- | ---------- | ------------- |
| 1    | なるぞ! 超発明家!!            | やまざき大志      | 石踊宏         | 石踊宏     | 金沢比呂司 | 1998年 7月3日 |
| 2    | 止めろ! 暴走ロボト!!          | 山口亮太          | 石踊宏         | 石踊宏     | 大宅幸男   | 7月10日       |
| 3    | クジラが出てきた日            | 山口亮太          | 角田利隆       | 角田利隆   | 金沢比呂司 | 7月17日       |
| 4    | 郵便ロボトのなやみ            | 西園悟            | 福島一三       | 奥村吉昭   | 奥村吉昭   | 7月24日       |
| 5    | もえるベストセラー            | 吉田玲子          | 石山タカ明     | 多田俊介   | 大宅幸男   | 7月31日       |
| 6    | 灼熱のパーツアップ!           | 山口亮太          | 吉川浩司       | 松浦錠平   | 工藤柾輝   | 8月7日        |
| 7    | ナッツ隊長失そう事件          | 西園悟            | 山本裕介       | 山本裕介   | 松本勝次   | 8月14日       |
| 8    | ミルクの悩み大爆発!           | 吉田玲子          | 福島一三       | 奥村吉昭   | 奥村吉昭   | 8月21日       |
| 9    | ロボトも卵うむデシか?         | 山口亮太          | 湖山禎崇       | 湖山禎崇   | 大宅幸男   | 8月28日       |
| 10   | スキー合宿で超発明!           | 西園悟            | 渡辺健一郎     | 渡辺健一郎 | 山崎猛     | 9月4日        |
| 11   | ナッツにマイロボト?           | 吉田玲子          | 佐々木皓一     | 松浦錠平   | 工藤柾輝   | 9月11日       |
| 12   | ピロピロピーで大混乱          | 山口亮太          | 福島一三       | 奥村吉昭   | 奥村吉昭   | 9月18日       |
| 13   | 海の底からSOS!                | 吉田玲子          | 角田利隆       | 角田利隆   | 松本勝次   | 9月25日       |
| 14   | 宿敵[ライバル]? ラビオリ登場! | 山口亮太          | 大原実         | 石踊宏     | 大宅幸男   | 10月2日       |
| 15   | 激闘! 発明グランプリ          | 山口亮太          | 牛草健         | 牛草健     | 塚本哲哉   | 10月9日       |
| 16   | ラビオリ恋をする!             | 吉田玲子          | 福島一三       | 奥村吉昭   | 奥村吉昭   | 10月16日      |
| 17   | カニパンにかける夢!           | 西園悟            | 佐々木皓一     | 松浦錠平   | 工藤柾輝   | 10月23日      |
| 18   | めざせ! 栄光のゴール          | 西園悟            | 山本裕介       | 山本裕介   | 松本勝次   | 10月30日      |
| 19   | スーパーキッド大暴走!         | 吉田玲子          | おかざきゆきお | 角田利隆   | 大宅幸男   | 11月6日       |
| 20   | よこせ! タイシ級免許!!        | 西園悟            | 福島一三       | 奥村吉昭   | 奥村吉昭   | 11月13日      |
| 21   | ペパロニ博士の逆襲!!          | 山口亮太          | 牛草健         | 牛草健     | 清水博明   | 11月20日      |
| 22   | ゴミゴミ島で大パニック!       | 西園悟            | 佐々木皓一     | 松浦錠平   | 工藤柾輝   | 11月27日      |
| 23   | 潜入! ロボトの墓場            | 西園悟            | 渡辺健一郎     | 渡辺健一郎 | 松本勝次   | 12月4日       |
| 24   | なかよし回路は終りデシか?!    | 吉田玲子          | 福島一三       | 奥村吉昭   | 奥村吉昭   | 12月11日      |
| 25   | 絶対の危機!                   | 山口亮太          | 山本裕介       | 角田利隆   | 大宅幸男   | 12月18日      |
| 26   | ロボトのこころ                | 山口亮太          | 牛草健         | 牛草健     | 清水博明   | 12月25日      |
| 27   | アイドル発明家誕生?!          | 西園悟            | 佐々木皓一     | 松浦錠平   | 工藤柾輝   | 12月29日      |
| 28   | なかよし回路再生不能!         | 山口亮太          | 福島一三       | 奥村吉昭   | 奥村吉昭   | 1999年 1月8日 |
| 29   | 砂漠でグルングルン!           | 吉田玲子          | 山本裕介       | 山本裕介   | 松本勝次   | 1月15日       |
| 30   | ゲットだ! 時計のかさぶた      | 北条千夏 山口亮太 | 渡辺健一郎     | 渡辺健一郎 | 大宅幸男   | 1月22日       |
| 31   | 未来へのメッセージ            | 西園悟            | 山本裕介       | 牛草健     | 清水博明   | 1月29日       |

## 放送局
| 放送期間（または、放送体制）  | 放送時間           | 放送局             | 対象地域       | 備考            |
| ----------------------------- | ------------------ | ------------------ | -------------- | --------------- |
| 1998年7月3日 - 1999年1月29日  | 金曜 18:00 - 18:30 | テレビ東京         | 関東広域圏     | 製作局          |
|                               |                    | テレビ北海道       | 北海道         |                 |
|                               |                    | テレビ愛知         | 愛知県         |                 |
|                               |                    | テレビ大阪         | 大阪府         |                 |
|                               |                    | テレビせとうち     | 岡山県・香川県 |                 |
|                               |                    | TXN九州            | 福岡県         | 現・TVQ九州放送 |
| 遅れネット                    | 月曜 16:00 - 16:30 | テレビ岩手         | 岩手県         |                 |
|                               | 金曜 16:00 - 16:30 | 秋田放送           | 秋田県         |                 |
|                               | 月曜 16:28 - 16:55 | 山形放送           | 山形県         |                 |
| 1998年10月2日 -               | 金曜 15:55 - 16:25 | 福島テレビ         | 福島県         |                 |
| 1998年7月17日 - 1999年2月12日 | 金曜 16:30 - 17:00 | 新潟放送           | 新潟県         |                 |
| 1998年7月24日 - 1999年2月19日 | 金曜 16:27 - 16:55 | チューリップテレビ | 富山県         |                 |
| 1998年7月10日 - 1999年2月5日  | 金曜 16:25 - 16:55 | 石川テレビ         | 石川県         |                 |
| 1998年9月14日 -               | 月曜 16:25 - 16:55 | 長野放送           | 長野県         |                 |
| 遅れネット                    | 日曜 9:30 - 10:00  | テレビ静岡         | 静岡県         |                 |
|                               | 木曜 16:30 - 17:00 | 三重テレビ         | 三重県         | 2000年に放送    |
|                               | 日曜 12:00 - 12:30 | KBS京都            | 京都府         |                 |
|                               | 金曜 16:55 - 17:25 | 南海放送           | 愛媛県         |                 |
|                               | 金曜 16:54 - 17:22 | 長崎国際テレビ     | 長崎県         |                 |
|                               | 日曜 6:00 - 6:30   | 熊本放送           | 熊本県         |                 |
|                               | 木曜 16:00 - 16:30 | 鹿児島テレビ       | 鹿児島県       |                 |
|                               | 金曜 15:55 - 16:25 | 沖縄テレビ         | 沖縄県         |                 |

## ミュージカル
『発明BOYカニパン』として1998年12月から1月上旬にかけて銀座博品館劇場で上演。シナリオはオリジナル。
キャスト
- カニパン：佐野瑞樹
- ソルト：榎本雄太
- ナッツ：森野文子
- ラビオリ：安達哲朗
- ナルト/ミノ：鈴木真仁
- タフィ：樋口智恵子
- ミルク：三橋加奈子

## コミック
『別冊コロコロコミック』（小学館）の1998年10月号に同題名で読切作品として掲載。作者は谷上俊夫。アニメ版の前半部分をダイジェストにした内容である。

## 関連商品
- 発明BOYカニパン DVD-BOX
  - 2007年1月26日にイーネットフロンティアより発売された、31話すべてを収録したDVD-BOX[10]。特典として、オリジナルポストカードが封入されている[10]。